# Budhakot
Budhakot (en népalais : बुढाकोत) est un comité de développement villageois du Népal situé dans le district d'Achham. Au recensement de 2011, il comptait 2 877 habitants.